# تثبیت کننده (غذا)

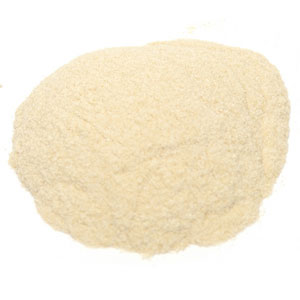
پکتین به عنوان تثبیت کننده در غذاهایی مانند ماست استفاده می‌شود

تثبیت کننده یک افزودنی به غذا است که به حفظ ساختار آن کمک می‌کند. کاربردهای معمولی شامل جلوگیری از جدا شدن امولسیون روغن، آب در محصولاتی مانند سس سالاد است. جلوگیری از تشکیل کریستال‌های یخ در مواد غذایی منجمد مانند بستنی؛ و از ته‌نشین شدن میوه‌ها در محصولاتی مانند مربا، ماست و ژله جلوگیری می‌کند. برخی از این افزودنی‌های غذایی ممکن است باعث رشد میکروارگانیسم‌های خاصی در دستگاه گوارش شوند که می‌توانند آنها را تخمیر کنند. هیدروکلوئیدهای زیر رایج‌ترین مواردی هستند که به عنوان تثبیت کننده استفاده می‌شوند:
- آلژینیک اسید
- آگار
- خزه ایرلندی
- سلولز و مشتقات سلولز
- ژلاتین
- گوارگام
- صمغ عربی
- صمغ لوبیا
- پکتین
- نشاسته
- صمغ زانتان